# Vuokatti (kulle)
Vuokatti är en kulle i Finland.   Den ligger i den ekonomiska regionen  Kajana ekonomiska region  och landskapet Kajanaland, i den centrala delen av landet, 500 km norr om huvudstaden Helsingfors. Toppen på Vuokatti är 320 meter över havet, eller 59 meter över den omgivande terrängen. Bredden vid basen är 1,8 km.
Terrängen runt Vuokatti är huvudsakligen platt. Runt Vuokatti är det mycket glesbefolkat, med 3 invånare per kvadratkilometer. Närmaste större samhälle är Vuokatti, 4,0 km norr om Vuokatti. 